# Mr. Rain
 Mattia Balardi (n. 19 noiembrie 1991, Desenzano del Garda, Lombardia, Italia), cunoscut ca Mr. Rain, este un rapper italian.